# Nazionale maschile di pallavolo delle Isole Cayman
La nazionale di pallavolo maschile delle Isole Cayman è una squadra nordamericana composta dai migliori giocatori di pallavolo delle Isole Cayman ed è posta sotto l'egida della Federazione pallavolistica delle Isole Cayman.

## Risultati
La nazionale di pallavolo maschile delle Isole Cayman non ha mai partecipato ad alcuna competizione.